# Nicu Stroia
Nicu Stroia (Rumania, 20 de octubre de 1971) es un gimnasta artístico rumano, medallista de bronce mundial en 1995 en el concurso por equipos.

## 1995
En el Mundial celebrado en Sabae (Japón) gana el bronce en equipos, tras China (oro) y Japón (plata), siendo sus compañeros de equipo: Dan Burinca, Adrian Ianculescu, Nistor Sandro, Cristian Leric, Marius Urzica y Nicolae Bejenaru.